# کوپن (پنسیلوانیا)
کوپن (به انگلیسی: Coupon) یک منطقهٔ مسکونی در ایالات متحده آمریکا است که در شهر کالیتزین واقع شده‌است. کوپن ۷۱۴ متر بالاتر از سطح دریا قرار دارد.